# Niederhofen
Niederhofen là một đô thị ở huyện Neuwied, bang Rheinland-Pfalz, nước Đức. Đô thị Niederhofen có diện tích 1,38 km².